# Dragon Ball: Makafushigi Daibōken
Dragon Ball Makafushigi Daibōken (ドラゴンボール 摩訶不思議大冒険 Doragon Boru Makafushigi Daibōken?, Dragon Ball: Aventura Mística) es la 3ª película basada en la serie de manga y anime Dragon Ball estrenada el 9 de julio de 1988. Es una continuación directa de Majinjō no Nemuri Hime, siendo también una historia alterna a la serie, ubicada en este caso justo después del entrenamiento de Kame Sen'nin.
Cabe destacar que esta película no tiene personajes nuevos, sino que personajes secundarios de la serie aparecen en roles diferentes.

## Argumento
Chaozu, emperador de Mifan, no es más que un niño que ha perdido una muñeca. Su segundo, Tsuru Sennin, le convence para buscar las Dragon Balls para encontrarla. Sin embargo, sus intenciones son usarlas para convertirse en el emperador.
El ejército ataca la tierra sagrada de Karin, así que Bora viaja con su hijo Upa hasta Mifan, ya que se celebra allí un torneo de artes marciales y, quien lo gane, podrá pedirle al emperador cualquier deseo. Lo que quiere es que el ejército abandone su tierra.
Allí se encontrarán con Kame Sen'nin, que ha decidido inscribir a sus pupilos Son Gokū y Krilin para probarles; pero también a los secuaces de Tsuru Sennin, entre los que destacan el Sargento Metallic y Tao Pai Pai.

## Personajes
Son Gokū (孫 悟空 Son Goku?)
 Seiyū: Masako Nozawa
Bulma (ブルマ Buruma?)
 Seiyū: Hiromi Tsuru
Oolong (ウーロン Ūron?)
 Seiyū: Naoki Tatsuta
Krilin (クリリン Kuririn?)
 Seiyū: Mayumi Tanaka
Yamcha (ヤムチャ Yamucha?)
 Seiyū: Tōru Furuya
Puar (プーアル Pūaru?)
 Seiyū: Naoko Watanabe
Kame Sen'nin (亀仙人 Kame Sennin?)
 Seiyū: Kouhei Miyauchi
Umigame (海亀 Umigame?)
 Seiyū: Daisuke Gōri
Lunch (ランチ Ranchi?)
 Seiyū: Mami Koyama
Shenlong (神龍 Shen Long?)
 Seiyū: Kenji Utsumi
Arale Norimaki (則巻アラレ Norimaki Arare?)
 Seiyū: Mami Koyama
Gatchan (ガジラ Gajira?)
 Seiyū: Seiko Nakano
Upa (ウパ Upa?)
 Seiyū: Mitsuko Horie
Bora (ボラ Bora?)
 Seiyū: Banjō Ginga
Karin (カリン Karin?)
 Seiyū: Ichirō Nagai

### Personajes de Mifan
El imperio Mifan está formado por personajes del anime aunque su papel es diferente.
Chaozu (餃子 Chaozu?)
 Seiyū: Hiroko Emori
Ten Shin Han (天津飯 Tenshinhan?)
 Seiyū: Hirotaka Suzuoki
Tsuru Sen'nin (鶴仙人 Tsuru-Sen'nin?)
 Seiyū: Ichirō Nagai
Pilaf (ピラフ Pirafu?)
 Seiyū: Shigeru Chiba
Shu (シュウ Shu?)
 Seiyū: Tesshō Genda
Mai (マイ Mai?)
 Seiyū: Eiko Yamada
Tao Pai Pai (桃白白 Taopaipai?)
 Seiyū: Chikao Ōtsuka
General Blue (ブルー将軍 Burū Shōgun?)
 Seiyū: Toshio Furukawa
Sargento Metallic (メタリック軍曹 Metarikku Gunsō?)
 Seiyū: Shin Aomori

## Reparto
| Personaje             | Actor de voz (Japón) | Doblaje (Hispanoamérica) | Doblaje (España)   |
| --------------------- | -------------------- | ------------------------ | ------------------ |
| Son Goku              | Masako Nozawa        | Laura Torres             | Ana Cremades       |
| Bulma                 | Hiromi Tsuru         | Rocío Garcel             | Nonia de la Gala   |
| Krilin                | Mayumi Tanaka        | Rossy Aguirre            | Ángeles Neira      |
| Yamcha                | Tōru Furuya          | Ricardo Mendoza          | David Arnaiz       |
| Lunch                 | Mami Koyama          | Cristina Camargo         | Mariló Seco        |
| Kame Sennin           | Kōhei Miyauchi       | Jesús Colin              | Mariano Peña       |
| Oolong                | Naoki Tatsuta        | Arturo Mercado           | Antonio Ichausti   |
| Puar                  | Naoko Watanabe       | Cristina Camargo         | Pilar Valdés       |
| Ten Shin Han          | Hirotaka Suzuoki     | Ismael Larumbe           | Daniel Palacios    |
| Chaoz                 | Hiroko Emori         | Patricia Acevedo         | Inma Font          |
| Tao Pai Pai           | Chikao Ōtsuka        | Pedro D'Aguillon Jr.     | Manolo Solo        |
| Maestro Tsuru         | Ichirō Nagai         | Carlos Segundo           | Francis Dumont     |
| Pilaf                 | Shigeru Chiba        | Yamil Atala              | Mariano Peña       |
| Shu                   | Tesshō Genda         | Ricardo Hill             | Antonio Ichausti   |
| Mai                   | Eiko Yamada          | Isabel Martiñón          | Ana Wagener        |
| Sargento Metalic      | Shin Aomori          | Eduardo Borja            | Jesús Prieto       |
| Anunciador del torneo | Kenji Utsumi         | José Luis McConnell      | Luis Fernando Ríos |
| General Blue          | Toshio Furukawa      | Sergio Bonilla           | Alberto Hidalgo    |
| Upa                   | Mitsuko Horie        | Cristina Hernández       | María Sarmiento    |
| Bora                  | Banjō Ginga          | Mario Sauret             | Mariano Fraile     |
| Maestro Karin         | Ichirō Nagai         | Arturo Mercado           | Mariano Fraile     |
| Tortuga               | Daisuke Gōri         | Arturo Mercado           | Alberto Hidalgo    |
| Dueño del restaurante | ¿?                   | José Luis McConnell      | Paco de Osca       |
| Aralé Norimaki        | Mami Koyama          | Gaby Ugarte              | Ana Fernández      |
| Narrador              | Jōji Yanami          | José Lavat               | Jorge Tomé         |

## Música
Tema de Apertura (opening)
- "Makafushigi Adventure!" (魔訶不思議アドベンチャー! Makafushigi Adobenchā!?) por Hiroki Takahashi

Tema de cierre (ending)
- "Dragon Ball Densetsu" (ドラゴンボール伝説 Doragon Bōru Densetsu?, Legenda de las Dragon Balls) por Hiroki Takahashi